# 克莱特施泰特
克莱特施泰特是德国图林根州的一个市镇。总面积5.69平方公里，总人口213人，其中男性108人，女性105人（2011年12月31日），人口密度37人/平方公里。